# Josep Camps
Josep Camps (Espanya, s. XVII) fou un mestre de capella. El 13 de febrer de 1667 va ser nomenat mestre de capella de l'església parroquial de Sant Miquel Arcàngel de Barcelona. Se sap que era prevere i, entre d'altres, se li imposaven múltiples obligacions: registrar tots els llibres necessaris per a la celebració dels oficis; no faltar al cor mentre se celebraven els oficis; entonar en els oficis himnes, salms, càntics, antífones, versos, benedicamus i introits; cantar cant d'òrgan en les misses del matí, amb especial recalcament en determinades ocasions que revestien una especial solemnitat; cantar amb els dos cors en la vigília de l'Ascensió en l'octava del Corpus, i el dia de San Miguel, assajar cant pla amb els beneficiats del temple. Altres obligacions consistien a cantar a dos cors a cant d'òrgan en l'enterrament i oficis quan morís el rector o algun beneficiat, i a cantar i dirigir el cant d'òrgan en Diumenge de Rams.